# Otto Eduard Vincenz Ule

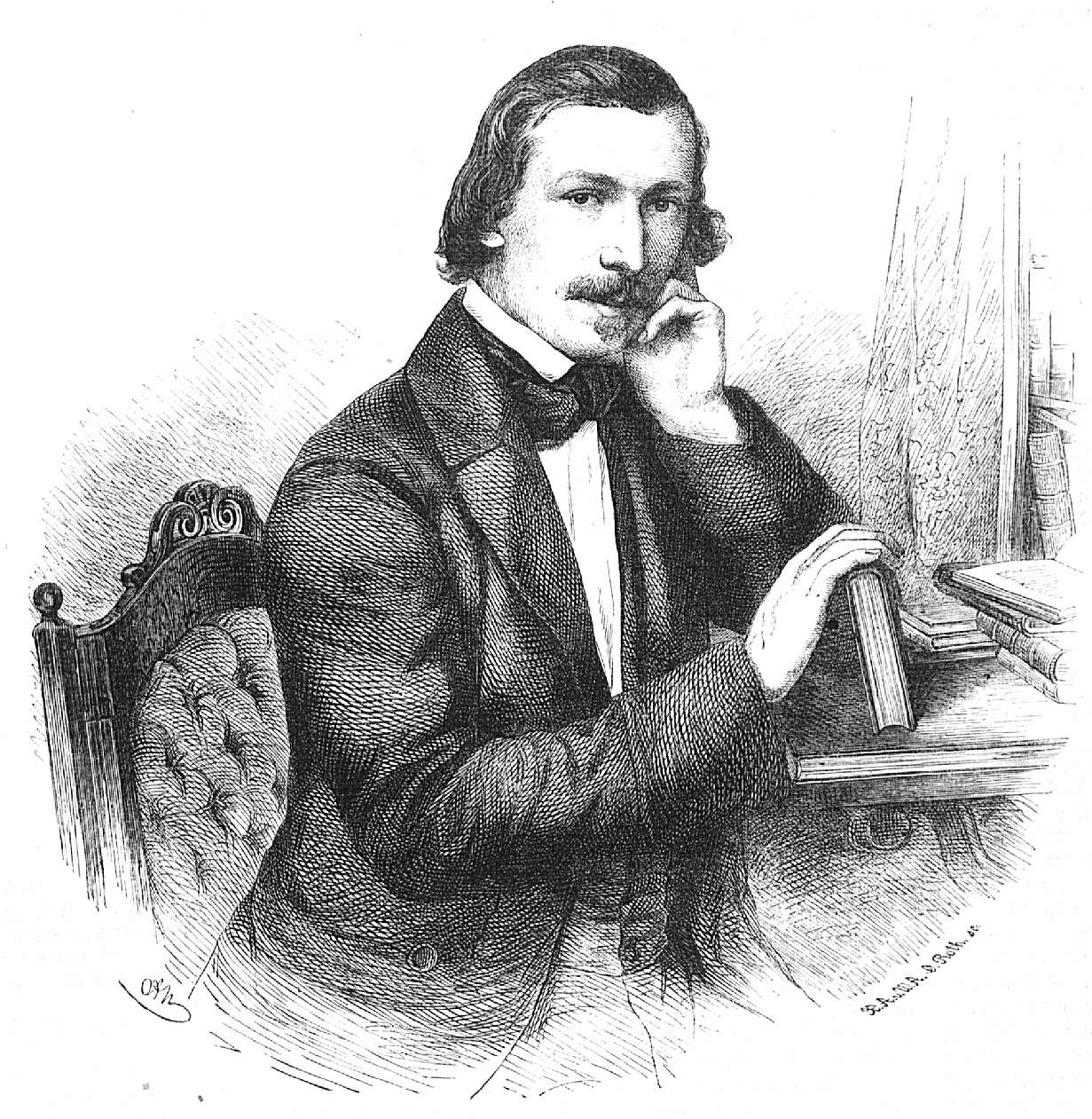
Ule auf einer 1858 erschienenen Lithografie

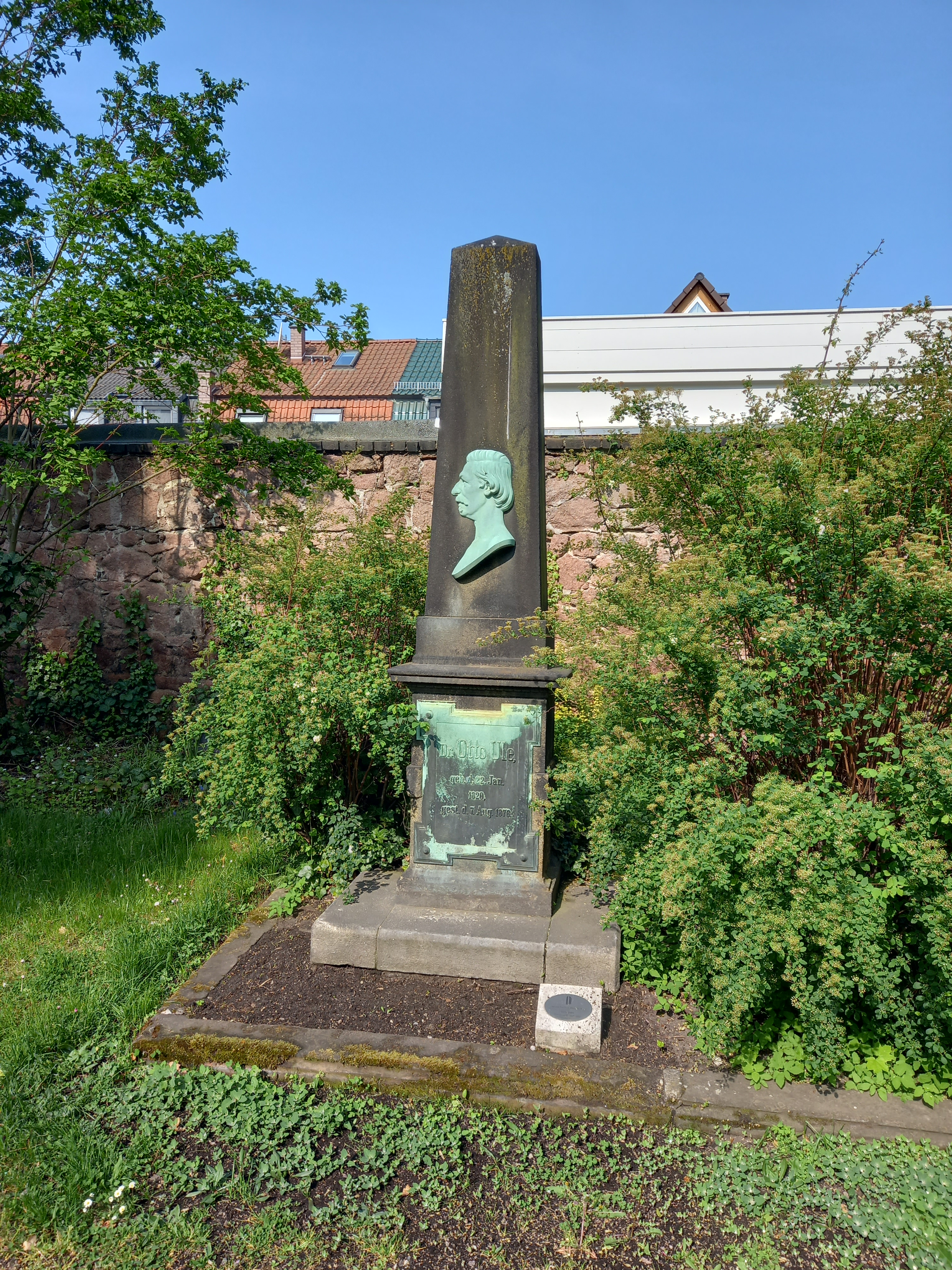
Das Grab von Otto Eduard Vincenz Ule auf dem Nordfriedhof (Halle)

Otto (Eduard Vincenz) Ule (* 22. Januar 1820 in Lossow bei Frankfurt (Oder); † 7. August 1876 in Halle (Saale)) war ein deutscher naturwissenschaftlicher Schriftsteller.

## Leben
Otto Ules Vater, ein Prediger in Lossow, wurde als Konsistorialrat nach Frankfurt/Oder versetzt.
Ab 1840 studierte Otto Ule an der Universität Halle zunächst Theologie, wechselte dann aber zur Mathematik und Naturwissenschaft, wobei ihn Hermann Burmeister begeisterte. Nach einem Jahr in Berlin bei Dove legte er in Halle 1845 sein Oberlehrerexamen ab und erwarb den Doktorgrad. Nach einem Probejahr in Frankfurt fand er nicht sogleich eine passende Stelle.
In dieser Zeit begann Humboldt seinen Kosmos herauszugeben, der der großen Masse schwer verständlich blieb. Ules Vorträge dazu im Winter 1847/48 fanden großen Beifall, und seine knappe Humboldtbiographie aus dem Jahr 1869 wurde mehrfach aufgelegt.
Die politische Bewegung des Jahres 1848 riss auch ihn mit sich fort. Seine Begeisterung für Deutschlands Einheit und Freiheit führte ihn in die Reihen der demokratischen Partei, und er erhielt eine Anstellung als Lehrer der Naturwissenschaften an der vom liberalen Pastor Ludwig Hildenhagen in Quetz bei Halle gegründeten Agricultur-Fortbildungsschule, wo er sein erstes größeres Werk Das Weltall schrieb. Er war auch politisch aktiv und bald ein eifriger Führer der Linken, was ihm eine Anklage wegen Beleidigung des Ministeriums Brandenburg-Manteuffel und eine mehrwöchige Freiheitsstrafe einbrachte. Damit war eine Anstellung im preußischen Staatsdienst unmöglich. Nach Auflösung der Agriculturschule im Jahre 1851 ging er nach Halle (Saale) und versuchte vergeblich, sich mit seiner Arbeit Untersuchungen über den Raum und die Raumtheorien des Aristoteles und Kant zu habilitieren.
Er widmete sich nun der Popularisierung der Naturwissenschaften, schrieb Die Natur. Ihre Kräfte, Gesetze und Erscheinungen im Geiste kosmischer Anschauung und gründete zusammen mit Emil Adolf Roßmäßler und Karl Johann August Müller im Jahr 1852 die erfolgreiche Zeitschrift Die Natur. Zeitschrift zur Verbreitung naturwissenschaftlicher Kenntnisse und Naturanschauungen für Leser aller Stände.
Im Jahr 1857 wurde er zum Mitglied der Leopoldina gewählt. Otto Ule war Mitglied der Gesellschaft Deutscher Naturforscher und Ärzte.
Anfang der 1860er-Jahre gründete er eine selbständige Fortschrittspartei für Halle und den Saalekreis, für den er von 1863 bis 1865 und später für Querfurt 1869/70 als Abgeordneter in Berlin war. Als hallischer Stadtverordneter und Vorsitzender des Aufsichtsrates des Halleschen Wohnungsvereines bekämpfte er die Wohnungsnot. Am 28. September 1868 kam es aufgrund seiner Bemühungen zur Gründung der ersten hallischen Freiwillige Feuerwehr, deren erster Kommandant er wurde. Er aktivierte dafür Mitglieder des ebenfalls durch ihn mitbegründeten Turnerverbandes und in der durch ihn geprägten Feuerordnung von 1869 wurde die Freiwillige Turnerfeuerwehr als besondere Abteilung aufgeführt. Im gleichen Jahr ergänzte er eine Rettungskompanie, die für die Bergung von Hab und Gut zuständig war. Er organisierte die Feuerwehr während des Deutsch-Französischen Krieges so um, dass sie die Verletztentransporte vom Bahnhof zu den Krankenhäusern übernahm, da Halle damals als Hauptlazarettstadt diente.
Während eines Festmahles anlässlich einer Gartenbauausstellung wurde er am Abend des 6. Augusts 1876 zum Einsatz in die Große Ulrichstraße gerufen. Dort wurde er durch niederstürzendes Gestein schwer verletzt. Er starb am Tag darauf. Seine Beerdigung fand unter großer Anteilnahme der Bevölkerung auf dem Nordfriedhof statt. Sein Grabmal, ein Obelisk mit Kopfrelief, befindet sich dort bis heute. Im Jahr 2006 übernahm die Feuerwehr Halle die Patenschaft für das Grab.

## Schriften
- Das Weltall. Halle, 1850; 3. Auflage 1859
- Physikalische Bilder. Halle, 1857, 2 Bände
- Die Wunder der Sternenwelt. Leipzig, 1860; 7. Auflage 1923
- Die neuesten Entdeckungen in Afrika, Australien und der arktischen Polarwelt. Halle, 1861
- Populäre Naturlehre. Leipzig, 1867
- Alexander von Humboldt. Berlin, 1869; 4. Auflage 1896. Digitalisat der 3. Auflage
- Warum und Weil. Berlin, 1869; 10. Auflage 1902
- Die Erde und die Erscheinungen ihrer Oberfläche in ihren Beziehungen zur Geschichte derselben und zum Leben ihrer Bewohner. Eine physikalische Erdbeschreibung nach E. Reclus. Leipzig, 1873–76, 2 Bände; 2. Auflage 1892